# Aldeia da Ponte
Aldeia da Ponte ist eine Gemeinde (Freguesia) im portugiesischen Kreis Sabugal. In ihr leben 262 Einwohner (Stand 19. April 2021).
Beim Ort befindet sich eine zweibögige Römerbrücke.

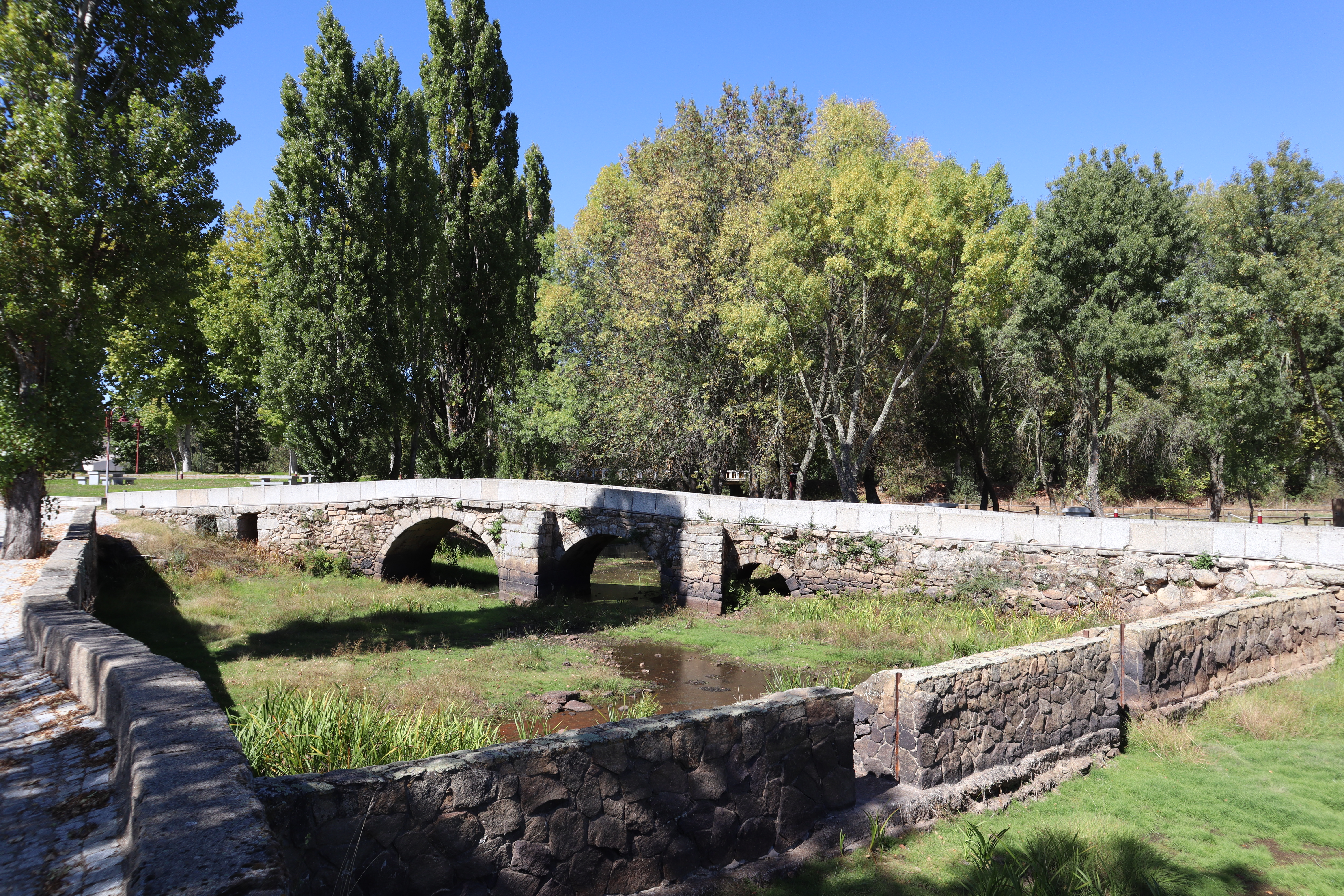
Römische Brücke